# Eublemma spirogramma
Eublemma spirogramma är en fjärilsart som beskrevs av Hans Rebel 1912. Eublemma spirogramma ingår i släktet Eublemma och familjen nattflyn. Inga underarter finns listade i Catalogue of Life.